# Jiufen

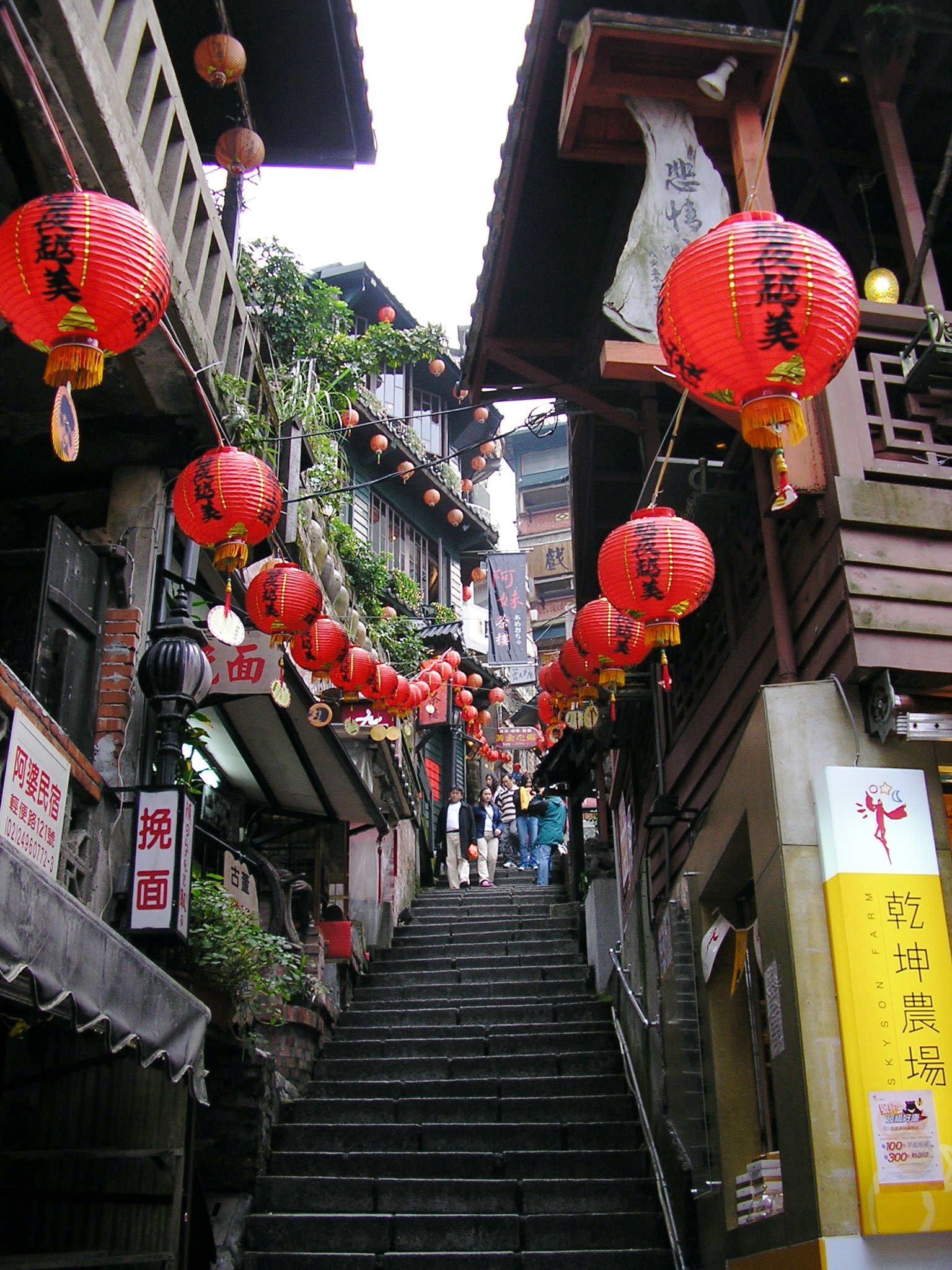
Jiufen, Taïwan.

Jiufen, Jioufen ou Chiufen (chinois : 九份 ; pinyin : Jiǒufèn ; Wade : Chiu3-fen4) fait partie de la région montagneuse de Ruifang, un des districts de New Taipei près de Keelung, sur la côte nord-est de Taïwan.

## Histoire
Le village se développe économiquement grâce à la découverte d'or au début des années 1890, créant une « ruée vers l'or ». Les mines d'or prospèrent jusqu'à la fin de la Seconde Guerre mondiale, puis déclinent et s'arrêtent au début des années 1970.
Grâce à ses ruelles et échoppes traditionnelles à flanc de montagnes, la ville connaît une seconde prospérité par le tourisme et le cinéma. Elle est notamment le cadre du film La Cité des douleurs de Hou Hsiao-hsien sorti en 1989 et primé à la Mostra de Venise la même année. Le cinéaste japonais Hayao Miyazaki s'en serait également inspiré pour concevoir le village des esprits du Voyage de Chihiro sorti en 2001. 

Aperçus de Jiufen
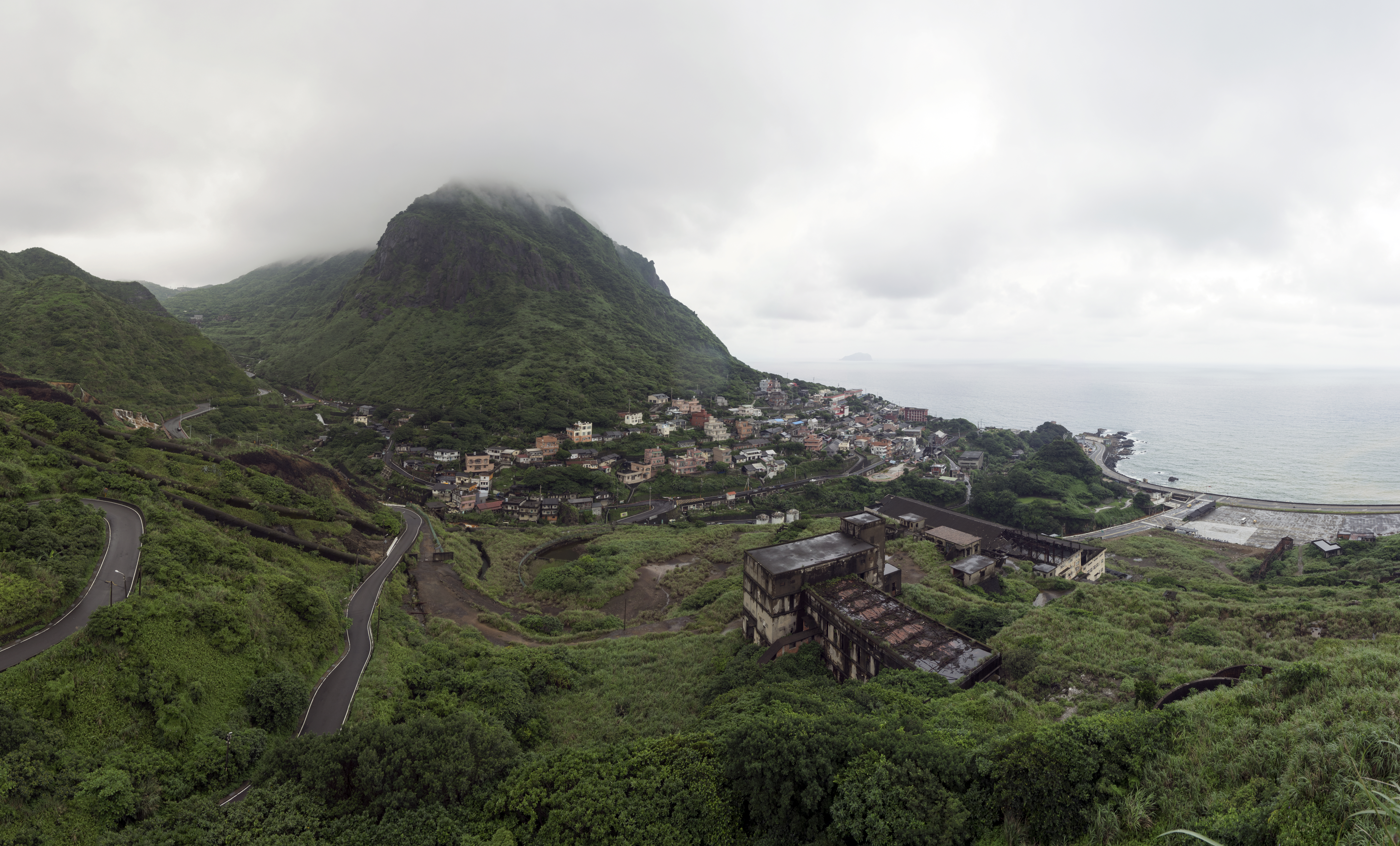
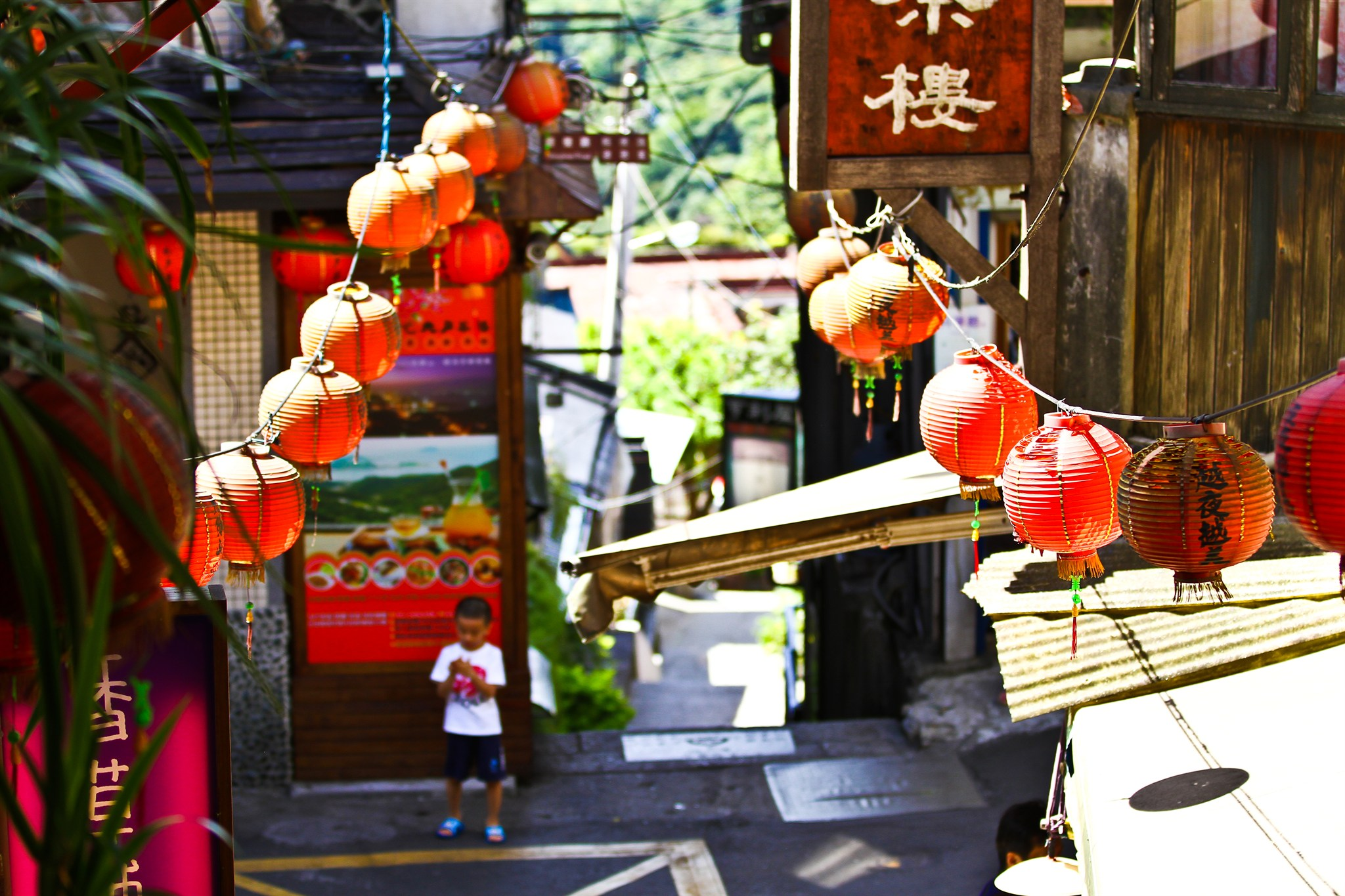
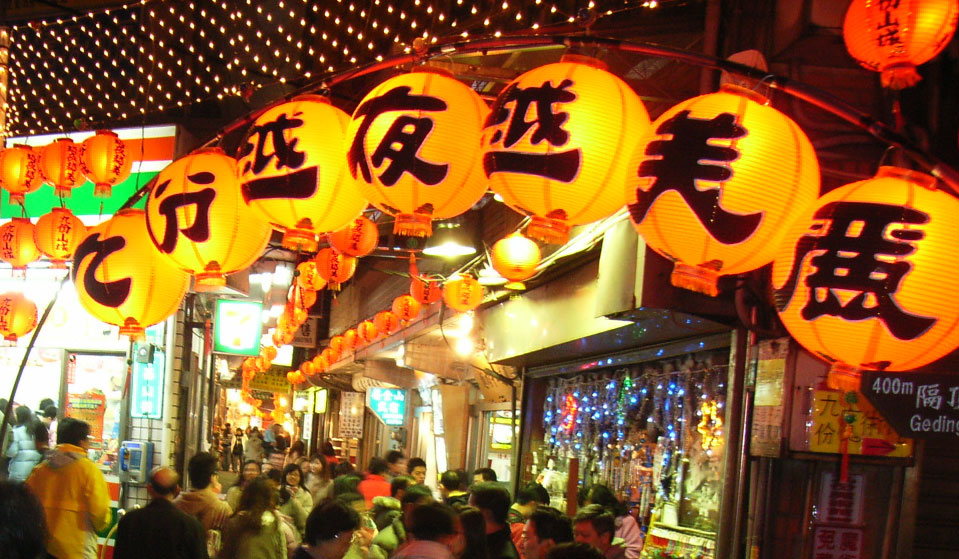

## Sources
- Cécile Urbain, « A Taïwan, "high tech" et spiritualité », Le Monde, 16 janvier 2009
- (en) Diane Baker, « Mining a town’s history for a musical », Taipei Times,‎ 17 décembre 2015, p. 12
- (en) Sheldon H. Lu et Emilie Yueh-yu Yeh, Chinese-language Film : Historiography, Poetics, Politics, University of Hawaii Press, 2005, 413 p. (ISBN 978-0-8248-2813-4, lire en ligne), p. 256-258
- (en) Grace Kuo, « Tourism promises new gold rush for Jiufen » [archive du 22 décembre 2015], sur Taiwan Today (zh),‎ 12 novembre 2010
- Elyssa Goldberg, « Le village perché où l'on mange comme dans un film de Miyazaki », Vice, 26 février 2018
- Allie Yang, « À la découverte de Jiufen, petit village onirique de Taïwan », National Geographic, 8 juillet 2022